# 1st Anniversary Live -3rd ATTACK 060913- at 日本武道館
「 1st Anniversary Live -3rd ATTACK 060913- at 日本武道館」とは日本の音楽グループAAAが2007年1月1日に発売したDVDである。

## 概要
- 「1st Anniversary Live -3rd ATTACK 060913- at 日本武道館」はAAAが2006年9月3日に日本武道館で行った1度目のアニヴァーサリーライブを映像化したもの。
- アルバムの「ALL」と同時発売される。
- 1月15日にオリコンのDVDチャートに第32位を取った。

## 収録曲

### DISC 1
1. BLOOD on FIRE
2. Friday Party
3. [ACT CORNER]
4. "Q"
5. Bomb A Head
6. Crazy Gonna Crazy
7. 夢ノカケラ
8. きれいな空（Acoustic version）
9. 出逢いのチカラ
10. ソウルエッジボーイ
11. Dragon Fire
12. Virgin F
13. キモノジェットガール
14. Let it beat!
15. ハリケーン・リリ、ボストン・マリ
16. ハレルヤ
17. Champagne Gold
18. Welcome to This World
19. ボクラノテ

### DISC 2
1. Friday Party
2. "Q"
3. DRAGON FIRE